# Suppiluliuma (Kummuh)
Suppiluliuma (assyrisch Ušpilulume, hieroglyphen-luwisch PURUS.FONS.MI-sa) war ein neo-hethitischer König von Kummuḫ, der für die Jahre 805–773 v. Chr. in verschiedenen Quellen belegt ist. Er führte den Titel Herrscher.

## Dynastische Platzierung
Es ist nicht bekannt, wer zwischen Suppiluliumas letztem bekanntem Vorgänger Kundašpu (um 856 v. Chr.) und Suppiluliuma regiert hat, aber allein die Tatsache, dass Suppiluliuma von 805 v. Chr. an 32 Jahre lang regiert hat, macht die Existenz mindestens eines namentlich unbekannten Königs in der Zeit zwischen Kundašpu und Suppiluliuma wahrscheinlich. Es mag sein, dass Suppiluliuma ein später Nachkomme der hethitischen Großkönige zwar. Jedenfalls trägt er den Namen zweier hethitischer Großkönige.

## Regierung

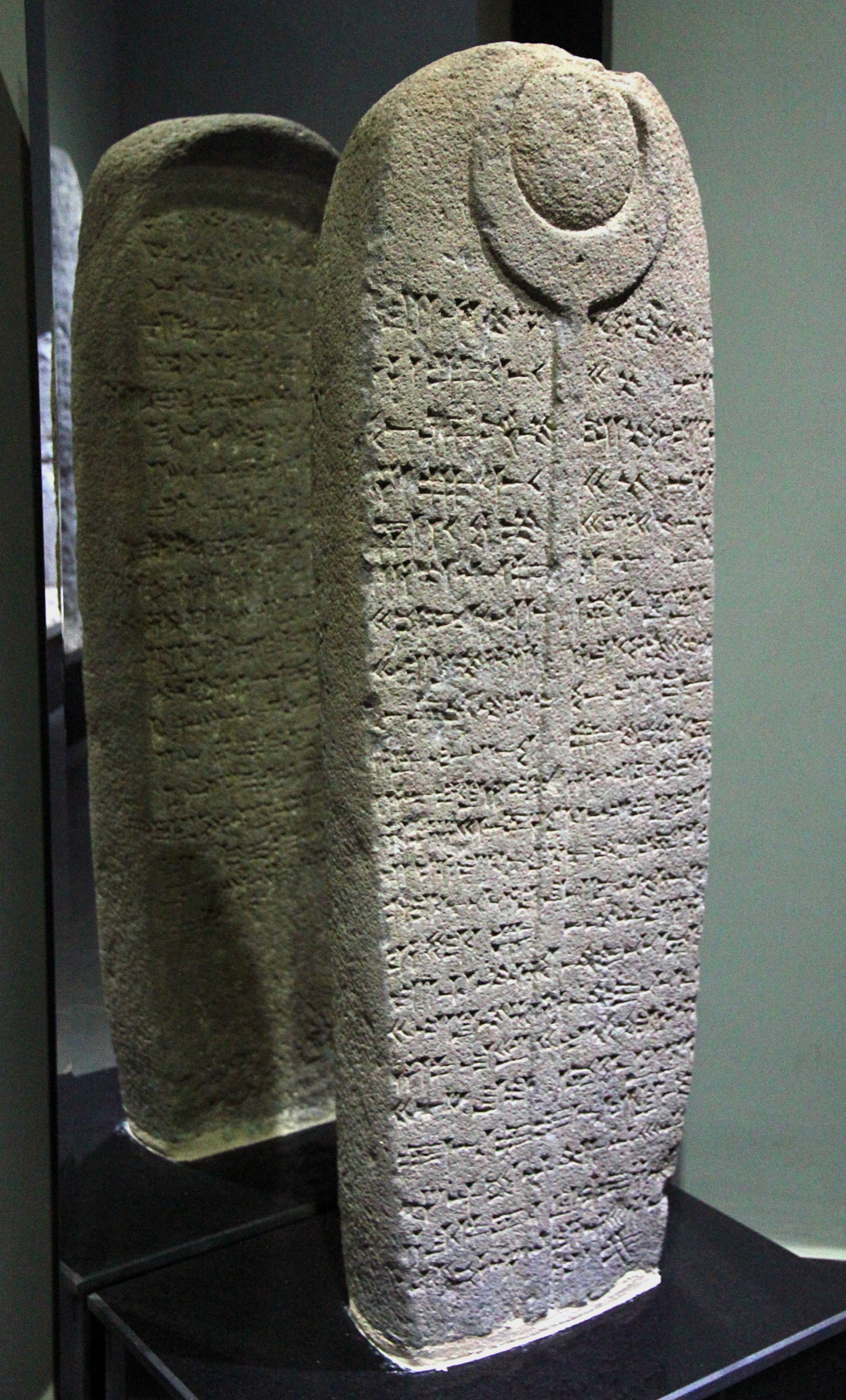
Pazarcık-Stele im Archäologischen Museum Kahramanmaraş

Suppiluliuma erscheint in assyrischen Quellen auf der Pazarcık-Stele. Auf dieser Stele, einem Grenzstein, der 805 v. Chr. auf Befehl des assyrischen Königs Adad-nīrārī III. an der Grenze zwischen den neo-hethitischen Staaten Kummuḫ und Gurgum aufgestellt worden war, wird er als König von Kummuh als assyrischem Vasallenstaat genannt. Der Grenzstein wurde aufgestellt, weil Kummuḫ ein Territorium erhielt, das zuvor zu Gurgum gehört hatte. Suppiluliuma hatte zuvor den assyrischen König zu Hilfe gerufen, weil er von Halparuntiya III. von Gurgum bezüglich Territorialfragen bedroht worden war. Auch bedrohte ihn eine Allianz unter Attar-šumki I. von Arpad.
Im Rahmen eines Feldzugs gegen Kummuḫ und andere Staaten wurde die Stele von Bar-Hadad II. von Damaskus geraubt. Der assyrische Oberbefehlshaber Šamši-ilu gewann 773 v. Chr. die Stele zurück und stellte sie wieder an ihrem alten Platz auf. Dabei vermerkte er, dass Suppiluliuma immer noch auf dem Thron von Kummuḫ saß. Die Grenzen wurden vom derzeitigen König Salmanassar IV. nochmals bestätigt.
Suppiluliuma fand außerdem in einheimischen, hieroglyphen-luwischen Quellen Erwähnung. Dazu gehören die Inschriften von Boybeypınarı, in denen seine Frau Panamuwati und deren Vater Azamis der Göttin Kubaba einen Thron, eine Statue und einen Tisch weihen. Drei weitere nennen ihn gemeinsam mit seinem Sohn Hattusili, dem designierten Thronnachfolger, darunter die Inschriften Ancoz 5 und Ancoz 7. Ebenso wird ihm wahrscheinlich auch die Stele Adıyaman 1 zugeschrieben. Suppiluliumas Sohn regierte im mittleren 8. Jahrhundert v. Chr. als Hattusili II. in Kummuḫ und trug wie sein Vater den Titel Herrscher.